# Słup

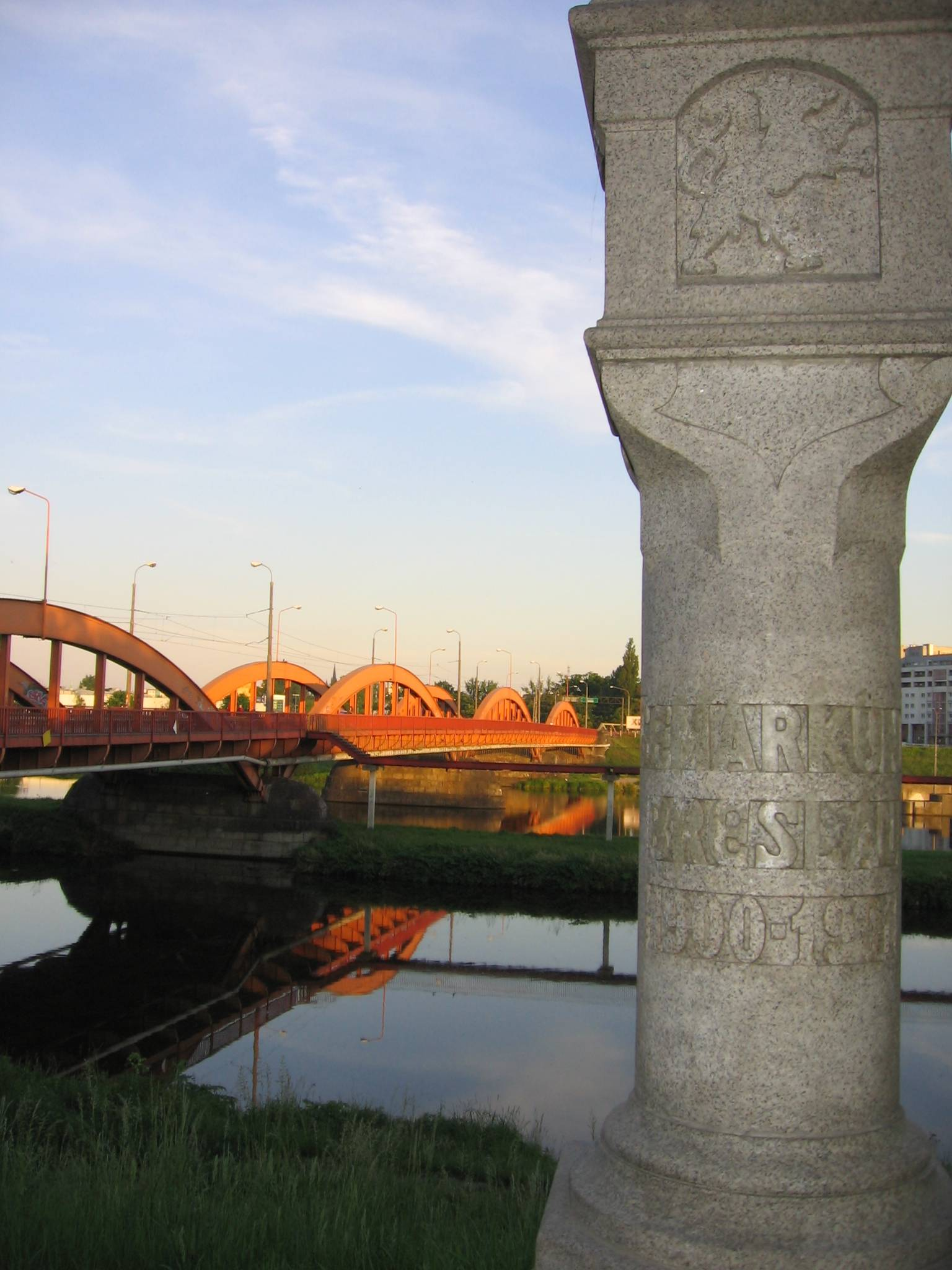
Słup graniczny Wrocławia z 1900/1901 roku przy Mostach Trzebnickich przez Odrę

Słup – element konstrukcyjny (może być wolno stojący), w postaci podpory najczęściej pionowej. Szczególnym zastosowaniem tego rodzaju podpór są słupy telefoniczne (telegraficzne) lub słupy energetyczne. Innym rodzajem są słupki drogowe albo graniczne. Słupami nazywamy również elementy pionowe konstrukcji ramowych.
Materiałem konstrukcyjnym słupa może być cegła, kamień, drewno, beton, stal i żelbet.